# Banca

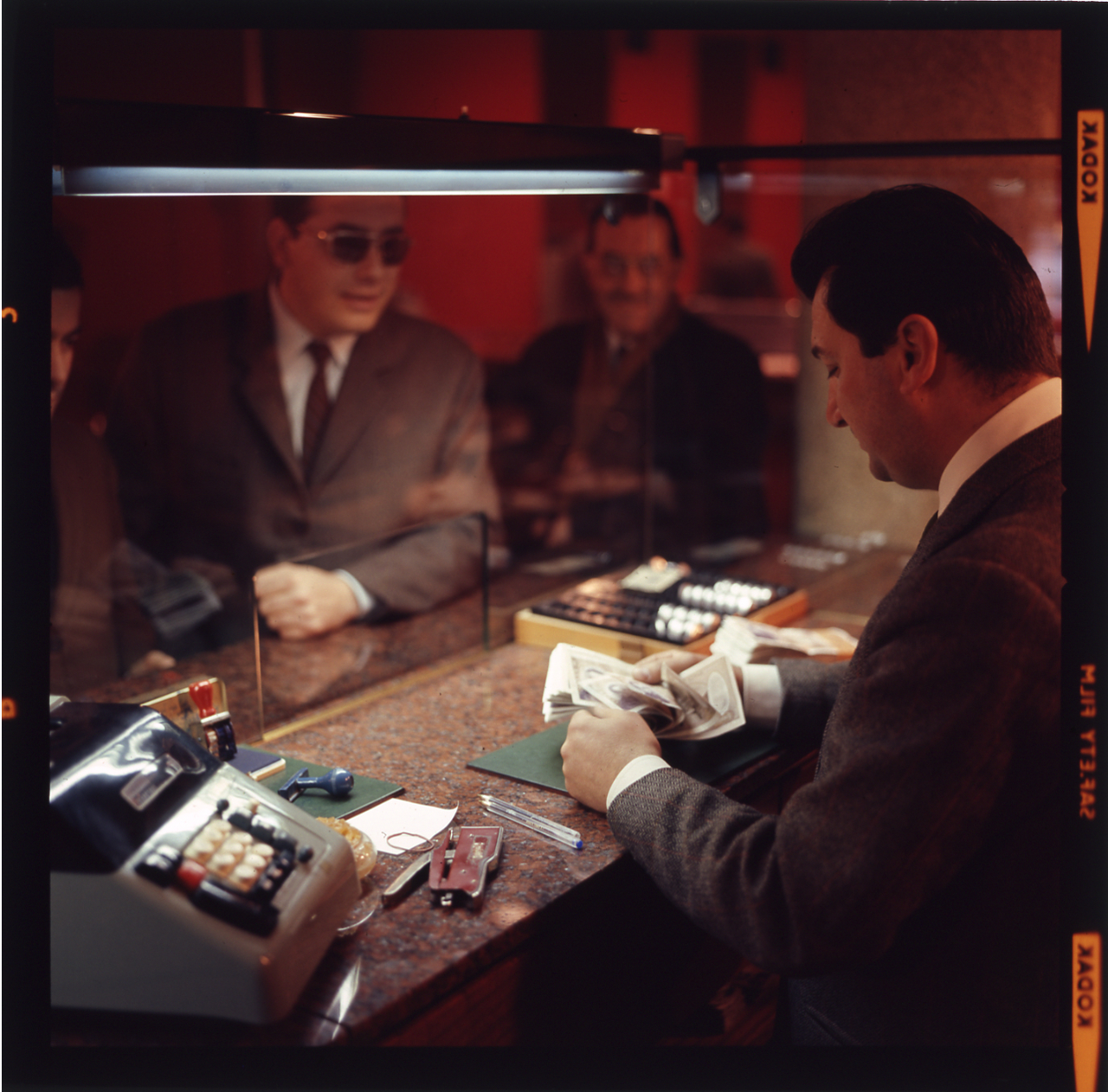
Lo sportello di una banca nel 1970. Foto di Paolo Monti.

Una banca o un banco (detta anche istituto di credito) è un istituto pubblico o privato che esercita congiuntamente l'attività di raccolta del risparmio tra il pubblico e di esercizio del credito (attività bancaria) verso i propri clienti (imprese e privati cittadini); costituisce raccolta del risparmio, l'acquisizione di fondi con obbligo di rimborso. La banca svolge pertanto un'attività di intermediazione finanziaria.
Non costituisce attività bancaria: l'attività di raccolta del risparmio che non si rivolge al pubblico, come nel caso delle obbligazioni emesse dalle società di capitali (pur sottoposta, nel caso delle imprese di grandi dimensioni, alla disciplina dell'offerta al pubblico di prodotti finanziari); l'attività di esercizio del credito che non sia contestuale alla raccolta del risparmio (contratti di finanziamento, non bancari). La banca agisce inoltre in contropartita diretta, o dealer: assume su di sé l'obbligo di rimborso dei capitali e il rischio di credito della clientela (si dice invece broker il soggetto che si limita a mettere in relazione le due parti in causa senza essere parte del relativo contratto).
La principale entrata delle banche sono i guadagni sui servizi offerti quali ad esempio gli interessi attivi sui prestiti nei confronti dei debitori, che sono garantiti da una percentuale di riserva obbligatoria dei depositi forniti invece dalla clientela ovvero i creditori cui spettano interesse passivi inferiori.
L'insieme delle banche, regolate e coordinate dalla banca centrale, dà vita al sistema creditizio-bancario che è parte o sottosistema del sistema economico. Alla banca intesa in senso stretto si affianca la banca centrale con funzioni di regolazione e vigilanza del sistema bancario oltre che di politica monetaria.

## Storia

### L'età antica

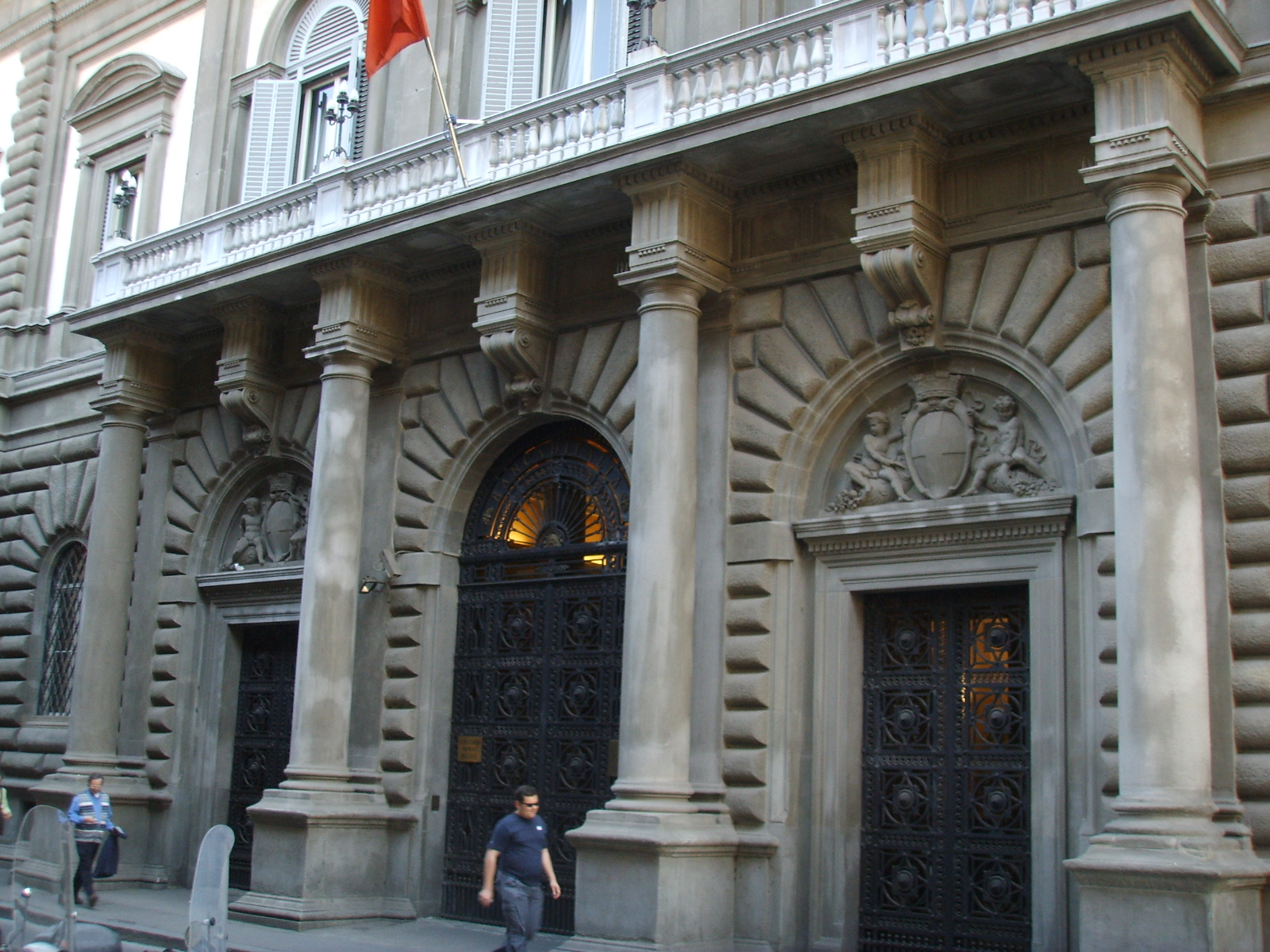
Palazzo della Banca d'Italia, Firenze

Le funzioni di deposito e prestito hanno origini antichissime: i privati avevano manifestato il bisogno di affidare i loro beni ai sacerdoti già tra i sumeri, popolazione dell'antica Mesopotamia, e tra i popoli della Grecia antica, dove accanto ai templi nacquero in un tempo successivo i trapeziti, banchi dietro i quali lavoravano i sacerdoti.

### Medioevo ed età moderna
Il "banchiere" era tipicamente un cambiavalute che esercitava presso una "banco" di legno, dal quale sono derivati il termine di "banca" o quello di "bancarotta", quando veniva spaccato il banco degli insolventi per impedire loro di continuare ad esercitare. All'attività di cambiavalute si aggiunse quella dell'emissione e riscossione delle lettere di cambio, inventate in Toscana nel XIV secolo da Francesco di Marco Datini, le quali permettevano ai mercanti di viaggiare in Europa senza portarsi dietro il contante ed evitando gli assalti dei banditi. Inoltre i banchieri si occupavano della concessioni di prestiti a interesse, sebbene questa attività fosse malvista dalla Chiesa (in quanto vi gravava il peccato di usura) e per questa ragione spesso riservata in alcune città ai soli ebrei. Gradualmente il guadagno tramite interessi finanziari cominciò ad essere tollerato anche tra i cristiani, e circoscritto da alcune regole, quali il reimpiego di una parte dei profitti in abbellimenti di chiese e opere di bene.
Per la quasi interezza del Medioevo la Repubblica di Venezia ebbe il monopolio dei commerci tra Oriente e Occidente. La zona di Rialto era la quintessenza del commercio e i banchi fungevano da supporto, finanziando, con vere e proprie attività di merchant banking, i trasporti delle merci, oltre a quelli di cambiavalute e custodi. Nonostante Venezia fosse una delle tre città più popolate e una della più ricche al mondo, l'attività di merchant banking comportava rischi commerciali elevati e per questo si susseguirono diverse chiusure e aperture bancarie. Ciononostante, la Serenissima riuscì, anche grazie ai banchieri, a fronteggiare grosse spese militari durante le guerre turco-veneziane e con gli altri stati.
Altresì, importante era l'azione dei banchieri privati a Firenze, poiché avevano nelle loro mani il controllo di una vasta rete di interessi, che coinvolgeva buona parte della società fiorentina di quel tempo e, in primo luogo, il popolo. A mettere in rilievo la loro funzione sarà proprio il continuo progresso delle tecniche commerciali, come, ad esempio, il permesso dato al viaggiatore di versare, al momento della partenza, una somma di denaro che sfrutterà una volta giunto nel punto d'arrivo. La riuscita finanziaria delle compagnie fiorentine era legata alla connessione politica. Nel XIII secolo la città, lacerata dalle continue lotte tra ghibellini e guelfi, vide trionfare questi ultimi. È nella stessa Firenze che furono esiliate grandi famiglie di banchieri proprio a causa delle lotte citate precedentemente. Dopo un fallimento delle banche e del comune di Firenze stesso nel 1345, la ripresa degli affari avverrà per merito della famiglia dei Medici. Infatti, sono questi uomini d'affari a formare dei clan che cercavano di distruggersi l'un l'altro.
Anche Genova si concentrò sulla finanza. La prima banca in senso moderno, ancor oggi esistente, nacque nel 1407 proprio nella città ligure. La novità era che il Banco di San Giorgio, questo il suo nome, fu il primo ad occuparsi di gestione del debito pubblico e venne definito dal Machiavelli uno "Stato nello Stato", ossia una vera e propria istituzione pubblica nella quale i genovesi si riconoscevano molto più che nel governo, spesso ottenebrato dal controllo esercitato su di esso da altri Stati, quali il Ducato di Milano o il Regno di Francia. Anche i genovesi prestavano denaro a imperatori e papi.
Altra città interessata allo svolgimento di attività bancarie fu Siena. La Banca Monte dei Paschi di Siena, nata nel 1472 sotto forma di monte di pietà per correre in aiuto alle classi disagiate della popolazione della città, è la più antica banca tuttora in attività ed è ritenuta anche la più longeva al mondo.

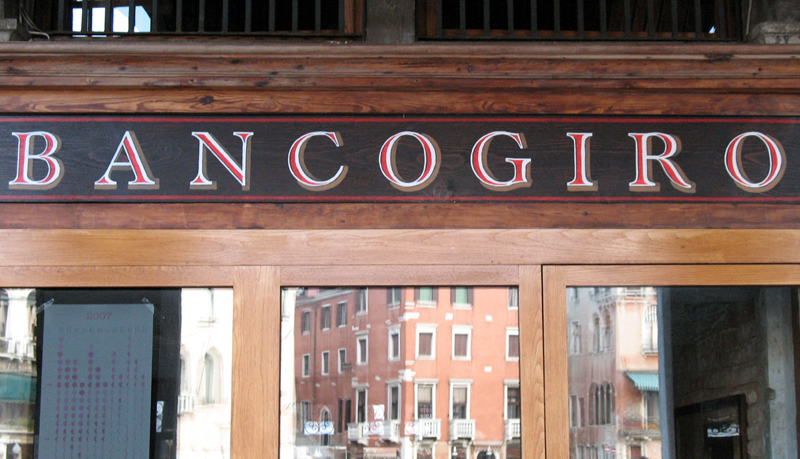
Il Banco Giro a Rialto, Venezia

Fuori dall'Italia erano importanti centri finanziari Augusta e Norimberga, Parigi, Londra, Valencia e Barcellona.
Nel Rinascimento, alle funzioni di prestatori, custodi e cambiavalute, i banchieri fiorentini aggiunsero quella di garanti dei pagamenti, firmando lettere di credito che li impegnavano a pagare somme per conto di chi le portava. Comparvero quindi in Europa gli assegni (sembra ad opera dei Cavalieri Templari), che liberavano mercanti e sovrani dalla necessità di portare con sé grandi quantità di contanti o merci preziose. Quest'attività fece di Firenze una città molto ricca. All'inizio del XV secolo Firenze aveva un'ottantina di banche che facevano prestiti a re, imperatori e papi, con un reddito superiore a quello dell'Inghilterra.
Nel 1584 fallì il banco Pisani-Tiepolo, l'ultima banca privata della Serenissima. A Venezia viene così istituita la banca pubblica in regime di monopolio, chiamata Banco della Piazza di Rialto. Nel 1619 a Venezia fu fondato il Banco del Giro, che nel 1637 assorbì il Banco della Piazza di Rialto, in dissesto, divenendo la nuova banca pubblica della città.
Nella seconda metà del '600 le banche olandesi diventarono sempre più importanti, facendo concorrenza agli Italiani.

### Il ruolo degli orafi
In origine, le banche commerciali si svilupparono dall'attività degli orafi, che custodivano dai clienti oro e altri oggetti preziosi, restituendoli quando richiesto e rilasciando in cambio una ricevuta, la nota di banco, che certificava l'esistenza del deposito. Ben presto si capì che era fisicamente più conveniente, per chi volesse viaggiare o fare acquisti, portarsi dietro queste note di banco piuttosto che l'oro vero e proprio, e col passare del tempo gli orafi ebbero sempre più clienti, consolidando la fiducia nella nota di banco.
Poco per volta gli orafi si resero conto che i clienti erano disposti ad accettare una quantità di oro di un dato valore e non lo stesso oro che avevano depositato. Inoltre compresero che i clienti non ritiravano tutto insieme l'oro depositato. Ogni giorno una parte dell'oro veniva ritirato mentre altro oro veniva depositato. Il saldo tra depositi e ritiri, in condizioni economiche normali, era positivo e quindi si poteva lasciare a disposizione dei clienti solo una parte dell'oro depositato, usando la parte restante per investimenti fruttiferi.
In altre parole, la gente cominciò ad utilizzare sempre più le note di banco lasciando alla banca l'oro che le garantiva; la banca, accortasene, ne approfittò per lucrare con lo stampare e il prestare altre note di banco garantite dallo stesso oro in deposito che era contemporaneamente in garanzia di altre note di banco rilasciate ad altri clienti. Quindi gli orafi divennero i veri e propri banchieri, in grado di creare nuova ricchezza mediante le note di banco emesse. Il meccanismo di creazione moderno della moneta da parte delle banche, oggi moneta scritturale ovvero elettronica, si è affinato fino ad arrivare al moderno sistema di riserva obbligatoria e moltiplicatore dei depositi.
Analogamente nella banca moderna il saldo tra depositi e prelievi di denaro tende a essere, in condizioni economiche normali, positivo. La banca tiene prudenzialmente una parte del denaro ricevuto sotto forma di riserva e mediante il sistema di moltiplicatore monetario investe la moneta creata in attività fruttifere. Il rendimento degli investimenti costituisce per la banca un ricavo che, unito ai ricavi per i servizi resi, serve a pagare i costi della banca, che risultano essere la paga dei suoi impiegati e la remunerazione dei capitali ricevuti dalla clientela.

### Il XX secolo
I legislatori nazionali cominciarono a ritenere all'inizio del XX secolo che il conflitto di interessi fra attività bancaria e quella di vigilanza sulle stesse fosse alla base del crollo dei listini azionari nel 1928. Uno tra i primi dei paesi ad emanare leggi in tal senso furono gli Stati Uniti d'America, che, negli anni trenta, implementarono una legislazione molto rigorosa in materia: la separazione fra banca d'affari e banca di risparmio fu imposta negli Stati Uniti con la legge Glass-Steagall Act, ispirata ad un principio di maggior rigore sotto il profilo dei regolamenti. Tale norma aveva introdotto una distinzione giuridica tra banche di commercio pubblico e banche d'investimento pubblico, attività che non potevano essere svolte dallo stesso soggetto giuridico per il conflitto di interessi esistente fra le due. Il Glass-Steagall Act proibiva alle banche commerciali, o a società da esse controllate, di sottoscrivere, detenere, vendere o comprare titoli emessi da imprese private.
Questa separazione fu decisa dopo che un comitato d'inchiesta (noto come Pecora Committee), promosso dal Senato americano in seguito ai numerosi fallimenti conseguenza della crisi del '29, verificò che alcune banche avevano collocato presso i propri clienti titoli emessi da imprese loro affidate e che queste avevano successivamente utilizzato i fondi così raccolti per rimborsare i prestiti precedentemente concessi dalla banca. In sostanza, le banche avrebbero trasformato potenziali sofferenze in emissioni collocate presso i propri clienti. In altri casi, gli istituti di credito emettono dei prestiti con la cosiddetta "opzione convertendo", che permette al debitore, in presenza di determinate condizioni economiche, di non rimborsare il prestito e cedere alla banca altrettante azioni di proprietà. Il Glass Steagall fu revocato negli Stati Uniti, mentre era presidente Bill Clinton e Ministro del Tesoro Robert Rubin. Alla distinzione fra banca commerciale e banca di investimenti si è progressivamente sostituito il modello di banca universale, che tende a includere l'attività assicurativa. Il Gramm-Leach-Bliley Act del 1999 abrogava il Glass-Steagall Act. La legge passò al Senato con un voto di 90 contro 8, col contributo di 38 Democratici, inclusi: Joe Biden, John Kerry, Tom Daschle, Dick Durbin e (perfino) John Edwards.
Con le varie leggi di liberalizzazione del credito, la banca tradizionale venne quindi superata dal modello di banca universale, che dagli anni novanta tende a integrarsi con il settore assicurativo, (terziario) pubblico, favorendo la costituzione di istituti bancari globali (bank holding companies), di grandezza finanziaria superiore al Pil degli Stati, anche attraverso fusioni e acquisizioni (ad esempio nel 2007 il Gruppo UniCredit disponeva di attivi a bilancio equivalenti a 1,5 le entrate italiane, la UBS superava di 12 volte le entrate della Svizzera).

## Descrizione

### Forma giuridica
In Italia, il Testo Unico Bancario definisce, all'art. 10, l'attività bancaria e afferma che "essa ha carattere d'impresa". 
Lo stesso Testo Unico Bancario definisce la forma giuridica che una banca deve avere affinché possa esercitare attività bancaria e in particolare l'art. 14 comma 1 lett. a) sancisce che l'autorizzazione bancaria viene rilasciata se, tra le altre cose, la forma societaria di una banca è quella di una società per azioni.
Le banche popolari e le banche di credito cooperativo hanno invece la forma giuridica di società cooperative. In particolare, le banche popolari sono costituite per legge "in forma di società cooperativa per azioni a responsabilità limitata".
La costituzione, la gestione e la chiusura non si discostano molto dalle rispettive forme giuridiche d'impresa. In particolare, l'atto costitutivo risulta praticamente identico a quello di un'impresa commerciale, tranne alcuni dettagli. Per quanto riguarda le procedure fallimentari, le banche possono essere soggette alla cosiddetta liquidazione coatta amministrativa, come previsto dalla legge.

### Funzioni
La banca è un intermediario finanziario che esercita essenzialmente due funzioni:
- la funzione di deposito: consiste dunque nella possibilità resa dalla banca ai singoli clienti privati di depositare i propri risparmi per motivi di praticità e con il vantaggio di un interesse da corrispondere a questi sotto forma di tasso di interesse passivo;
- la funzione creditizia: questa consiste nella tradizionale attività di erogazione dei prestiti (es. mutui) ad un tasso di interesse attivo, attraverso la quale avviene l'allocazione del risparmio dei depositanti verso quei soggetti richiedenti (privati o aziende) ritenuti meritevoli ovvero con opportune coperture finanziarie.

La particolarità della banca, come intermediario necessario al finanziamento esterno degli operatori economici, sta nella possibilità della banca di acquisire informazioni a carattere riservato che permettono di ridurre quelle problematiche di finanziamento legati all'esistenza di asimmetrie informative che esistono nei mercati finanziari a informazione pubblica.

### Servizi offerti
Le banche moderne offrono inoltre servizi accessori, come la gestione diretta degli investimenti (gestioni patrimoniali), il cambio di valute straniere, il credito all'esportazione, l'emissione di titoli di credito (assegni, carte di pagamento), la custodia di valori in cassette di sicurezza, il supporto per operazioni come la compravendita di titoli di stato, obbligazioni, azioni, fondi comuni di investimento e sicav. La Banca, inoltre, può svolgere attività di intermediazione di contratti assicurativi e di Servizi di Consulenza Finanziaria e di investimento..
Per consentire alla clientela di svolgere operazioni informative e dispositive anche a sportelli chiusi, in Italia dalla seconda metà degli anni '70, nel resto d'Europa verso la fine degli anni '60, sono stati creati sportelli automatici Automated Teller Machine o anche ATM. Oggi intervengono nelle transazioni fra i clienti e con le banche i computer (grazie alla rete Internet o a linee dedicate, attraverso il servizio di banca virtuale), i servizi telefonici (call center) o il digitale terrestre. La raccolta del risparmio fuori sede ed altre operazioni sono svolte dai promotori finanziari.

### Riserve obbligatorie
Le riserve che le banche detengono per far fronte agli obblighi nei confronti della clientela in Italia sono obbligatorie per legge. L'obbligo serve a tutelare i risparmiatori, evitando che le banche assumano rischi troppo elevati e si trovino senza la liquidità necessaria a garantire i pagamenti.
Le riserve bancarie coprono solo una frazione dei depositi dei clienti (si parla di riserve frazionali), cosicché nessuna banca può trasformarli contemporaneamente tutti in contanti.
Se i clienti chiedessero tutti insieme la restituzione dei loro depositi (fatto quanto mai improbabile), la banca sarebbe costretta a dichiarare bancarotta. Ciò tuttavia è comunque teoricamente possibile e storicamente realmente avvenuto nel corso di gravi e importanti crisi finanziarie con fenomeni tipici di panico bancario e ripercussioni sul sistema economico.

### Costi di gestione
Tra i costi da sostenere si possono citare i costi per il personale, per il mantenimento di sedi e filiali e per la gestione dell'infrastruttura informatica e telematica, nonché l'interesse pagato ai depositanti a fronte della raccolta di capitali (c/c, depositi, certificati di deposito, obbligazioni, pronti contro termine).
Affinché l'impresa bancaria funzioni, ovvero ottenga profitti, i tassi di debito della banca verso i clienti-prestatori devono essere inferiori ai tassi di credito con cui la banca presta moneta agli attori economici o clienti-richiedenti.
In particolare i ricavi da intermediazione dipendono strettamente dalla differenza (spread in inglese) tra i tassi attivi - a carico dei clienti - e i tassi passivi - versati ai clienti. Lo spread è di solito tanto più ampio quanto più alti sono i tassi, con la conseguente necessità per la banca di cercare l'utile nelle commissioni (ricavi da servizi) percepite dalla clientela per servizi resi. Da tale variabile dipende dunque la capacità della banca di coprire i costi fissi e di generare utili.

### Rating
Anche le banche private come tutti gli istituti di credito e di intermediazione finanziaria sono soggetti a valutazioni intorno alla loro solidità finanziaria ed alle garanzie nei confronti di creditori privati. Tale valutazioni di rating sono espresse dalle note agenzie di rating internazionali, le stesse che valutano la solidità finanziaria degli stati in relazione al loro debito pubblico. Ogni anno il Financial Stability Board pubblica una lista di banche classificate come "Too Big To Fail", in italiano "troppo grandi per fallire", che a causa del loro ruolo chiave nell'economia globale devono essere aiutate dagli Stati in ogni modo per evitare la loro bancarotta, anche in caso di gravi perdite.

### Vigilanza bancaria
Le banche commerciali sono soggette ad un'attività di vigilanza di settore, svolta principalmente da autorità pubbliche indipendenti (di solito le banche centrali). Nell'ordinamento comunitario con l'istituzione dell'Unione bancaria e del Meccanismo di Vigilanza Unico (MVU), l'assetto della vigilanza avviene sue due livelli: accentrato alla BCE per le banche "significative" (o SI) e decentrato sulle autorità di vigilanza nazionali per le banche "non significative" (o LSI). Tale attività mira ad assicurare principalmente la stabilità finanziaria monitorando la "sana e prudente gestione" delle banche con l'ausilio di attività di controllo e di intervento.

## Sistema creditizio-bancario

### Creazione della moneta
In condizioni economiche normali, l'afflusso di denaro verso una banca per i nuovi depositi supera il deflusso di denaro per i prelievi. La banca non deve pertanto mantenere i capitali ricevuti in attesa che il depositante li ritiri, ma può conservarne solo una parte, definita riserva, per far fronte alle esigenze dei flussi di cassa. Accantonata una quota dei depositi a formare la riserva, il cui ammontare dipende in Italia dalle scelte della banca oltre che da norme di legge, la parte restante dei depositi viene investita in attività redditizie.
Una parte dei capitali dei depositanti viene perciò versata, sotto certe garanzie, ad altri soggetti economici, i quali la utilizzeranno per la creazione di nuova ricchezza. Quando, magari dopo successivi passaggi, tali nuovi capitali creati vengono nuovamente depositati presso una o più banche (per semplicità, si può supporre che sia una sola), tale banca ripete quanto ha fatto la banca precedente: trattiene parte del denaro (la riserva) e investe il resto. Il processo si ripete con una terza banca, poi con una quarta e così via.
Alla fine del processo generato da un nuovo deposito presso una qualsiasi banca, l'intero sistema bancario avrà prodotto riserve per un ammontare pari al nuovo deposito, mentre la somma dei nuovi depositi esistenti sempre presso l'intero sistema bancario sarà pari a un multiplo del primo deposito. L'ammontare del multiplo dipende dalla percentuale di ciascun nuovo deposito che viene trasformato in riserva. Anche i nuovi prestiti e investimenti dell'intero sistema bancario risulteranno essere un multiplo del primo investimento.
Il meccanismo appena descritto ha valore se applicato all'intero sistema bancario. È invece errata, come sottolinea Paul Samuelson (si veda la bibliografia), l'opinione diffusa secondo cui la singola banca può concedere prestiti per un ammontare multiplo dei depositi.

### Ruolo economico-sociale
Sebbene le banche, e con esse la figura dei banchieri, siano spesso viste con sospetto e risentimento in quanto imprese private nate a scopo di lucro, esse rivestono dunque una funzione economica di importanza notevole: il ricorso al credito ovvero al debito è una pratica molto diffusa dai privati nell'economia moderna per sostenere i propri investimenti alla ricerca costante di innovazione e quindi la propria espansione e/o la propria sopravvivenza nel mondo concorrenziale del libero mercato: si suole dire infatti che l'economia moderna è fondata sul debito. La funzione delle banche è dunque anche una funzione sociale, al pari di una qualsiasi impresa pubblica e/o privata, in quanto promotrici di investimenti e quindi di nuova ricchezza, oltre alla garanzia sui depositi, alla loro praticità, ai pur minimi interessi offerti sui depositi dei creditori/clienti come stimolo al deposito stesso e la non trascurabile possibilità offerta sotto forma di transazioni telematiche con moneta elettronica.
In virtù di ciò le banche, in quanto gestori almeno in parte del bene o interesse pubblico oltre che di quello privato, rispondono a normative e controlli particolari e godono di coperture finanziarie che un semplice privato cittadino non possiede: se una banca dovesse fallire, dichiarando appunto bancarotta, la rispettiva banca centrale nazionale spesso interverrebbe con misure di salvaguardia dei depositi dei singoli cittadini quali il rifinanziamento della banca stessa oppure forzando l'acquisto della banca in crisi da parte di un'altra banca in salute. Giudizi di tipo etico vengono a volte espressi sul differenziale (spread) tra i tassi attivi e tassi passivi, che è essenzialmente la misura del profitto della banca considerando anche l'inevitabilità dei depositi, per ovvi motivi di praticità, da parte dei clienti privati.

### Banche centrali
Una banca con poteri particolari è la Banca centrale di uno stato. Tra i suoi compiti vi sono la regolamentazione dell'attività bancaria, la supervisione finanziaria delle banche private e del loro operato, l'emissione in stato di monopolio della moneta ovvero tutto ciò che ha a che fare con la cosiddetta politica monetaria.
L'operato della Banca centrale non è, in linea di principio, molto diverso da quello di qualsiasi altra banca. La principale differenza consiste nella possibilità di emettere (e ritirare) moneta, per regolarne la quantità in circolazione nell'economia, mentre, come abbiamo visto, la banca commerciale può espandere gli impieghi nella misura in cui crescono i depositi.
La legge italiana impone alle banche di tenere riserve obbligatorie presso la Banca d'Italia. Questa misura ha l'effetto di regolare l'effetto inflazionistico generato dall'emissione di moneta. Più alta è la percentuale di capitale da tenere immobilizzato presso la banca centrale, tanto minore è l'inflazione generata (e con tanta maggiore difficoltà le banche prestano denaro).
Le banche private possono richiedere liquidità alle rispettive banche centrali tipicamente ad un tasso di interesse noto come costo del denaro, prefissato dalla banca centrale stessa.

### Banche online
La diffusione di Internet e delle carte di pagamento hanno favorito la creazione di banche che offrono servizi on-line, così come di istituti di credito senza filiali la cui operatività avviene solo sul web (home banking).
I clienti di tali società ricevono l'estratto conto via e-mail oppure lo consultano nel sito istituzionale della banca, ricevono accrediti ed effettuano pagamenti mediante bonifico bancario via Internet, possono disporre di carte di pagamento con le quali prelevare contante dalle Automated Teller Machine (ATM) oppure filiali di altre banche.
Questi istituti offrono o tassi d'interesse più alti della media oppure conti a zero spese, perché godono di una forte riduzione di costi grazie all'eliminazione della rete di filiali e dalla standardizzazione dei processi interni.
Tuttavia la mancanza di filiali e di un contatto diretto col cliente comportano una scarsa personalizzazione dei servizi e criticità nella gestione delle eccezioni e dei reclami, se nemmeno nella sede legale sono create strutture di ascolto del cliente.
Per legge tali banche nei Paesi UE devono avere almeno una sede legale. Quest'obbligo è assente negli USA.

### Neobanche
Le neobank sono istituti finanziari di ultima generazione che mirano a rivoluzionare il modo in cui i clienti interagiscono con i servizi bancari. Offrono generalmente servizi finanziari di base come conti correnti, carte di pagamento e trasferimenti di denaro, ma possono anche integrare funzionalità avanzate come analisi delle spese, budgeting e strumenti per investimenti.

#### Differenza tra Neobank e Banche digitali
Nonostante alcune somiglianze, ci sono differenze fondamentali tra le neobank e le banche digitali:
- Origini: Le banche digitali sono spesso estensioni di banche tradizionali che operano online. Le neobank, invece, sono startup indipendenti create ex novo per operare esclusivamente sul digitale.
- Licenza bancaria: Le banche digitali sono generalmente sostenute da una licenza bancaria tradizionale. Le neobank potrebbero non avere una licenza bancaria completa, funzionando spesso come istituzioni di pagamento o tramite partnership con banche licenziate.
- Gamma di servizi: Le banche digitali possono offrire una gamma completa di servizi finanziari, tra cui prestiti, conti correnti, carte di credito e investimenti. Le neobank, d'altra parte, spesso si concentrano su servizi più limitati, come conti correnti, carte di pagamento e strumenti di budgeting.
- Flessibilità: Le neobank possono offrire una maggiore flessibilità nell'apertura dei conti e nell'accesso ai servizi, con meno requisiti rispetto alle banche digitali. Le banche digitali tendono a seguire procedure più strutturate, simili a quelle delle banche tradizionali.

### Banche multinazionali di sviluppo pubbliche
La Banca mondiale, la Banca Asiatica d'Investimento per le Infrastrutture, la Nuova Banca di Sviluppo, la Banca africana di sviluppo.

## Riferimenti normativi
- Testo unico delle leggi in materia bancaria e creditizia (Decreto legislativo 1º settembre 1993, n. 385)
- Allegato A.5 (Codice di deontologia per i sistemi informativi) del Decreto legislativo 30 giugno 2003, n. 196 - Codice in materia di protezione dei dati personali
- Decreto legislativo 13 agosto 2010, n. 141 - Attuazione della direttiva 2008/48/CE relativa ai contratti di credito ai consumatori, nonché modifiche del titolo VI del testo unico bancario (decreto legislativo n. 385 del 1993) in merito alla disciplina dei soggetti operanti nel settore finanziario, degli agenti in attività finanziaria e dei mediatori creditizi.